# Ізімка
Ізі́мка (рос. Изимка, башк. Изем) — присілок у складі Шаранського району Башкортостану, Росія. Входить до складу Нуреєвської сільської ради.
Населення — 70 осіб (2010; 80 у 2002).
Національний склад:
- башкири — 75 %